# Frullania evelynae
Frullania evelynae là một loài Rêu trong họ Jubulaceae. Loài này được S. Hatt. & Thaithong mô tả khoa học đầu tiên năm 1978.